# Легенда за пианиста
„Легенда за пианиста“ (на английски: The Legend of 1900) е италианска филмова драма от 1998 година, режисирана от Джузепе Торнаторе, с участието на Тим Рот, Прут Тейлър Винс и Питър Вон. Това е първият англоезичен филм на Торнаторе. Сценарият е базиран на театралния монолог „Novecento“ от писателя Алесандро Барико.

## Сюжет
Разказва се историята на изоставено на борда на презокеански пътнически кораб бебе. Екипажът започва да нарича малкото момче с името „1900“ – годината на неговото раждане. Момчето израства на борда, наблюдавайки безкрайния поток от пътници, преминаващ край него. През дългите самотни нощи, когато балният салон е празен, 1900 сяда зад свободния роял. Постепенно той се превръща във виртуоз на инструмента, а славата му се разнася отвъд пристанищата, където хвърля котва плаващият му дом. Мистерията около него се засилва, когато се разбира, че младият вече мъж никога не е напускал „своя“ кораб.

## В ролите
| Актьор             | Роля                  |
| ------------------ | --------------------- |
| Тим Рот            | Дани Буудман – „1900“ |
| Прут Тейлър Винс   | Макс Туни             |
| Питър Вон          | магазинерът           |
| Мелани Тиери       | момичето              |
| Бил Нън            | Дани                  |
| Кларънс Уилямс ІІІ | Джели Рол Мортън      |
| Габриел Лавия      | [ 3 ]                 |

## Награди и номинации
Филмът получава множество номинации и награди от престижни филмови фестивали.